# 彭布罗克广场 (牛津)

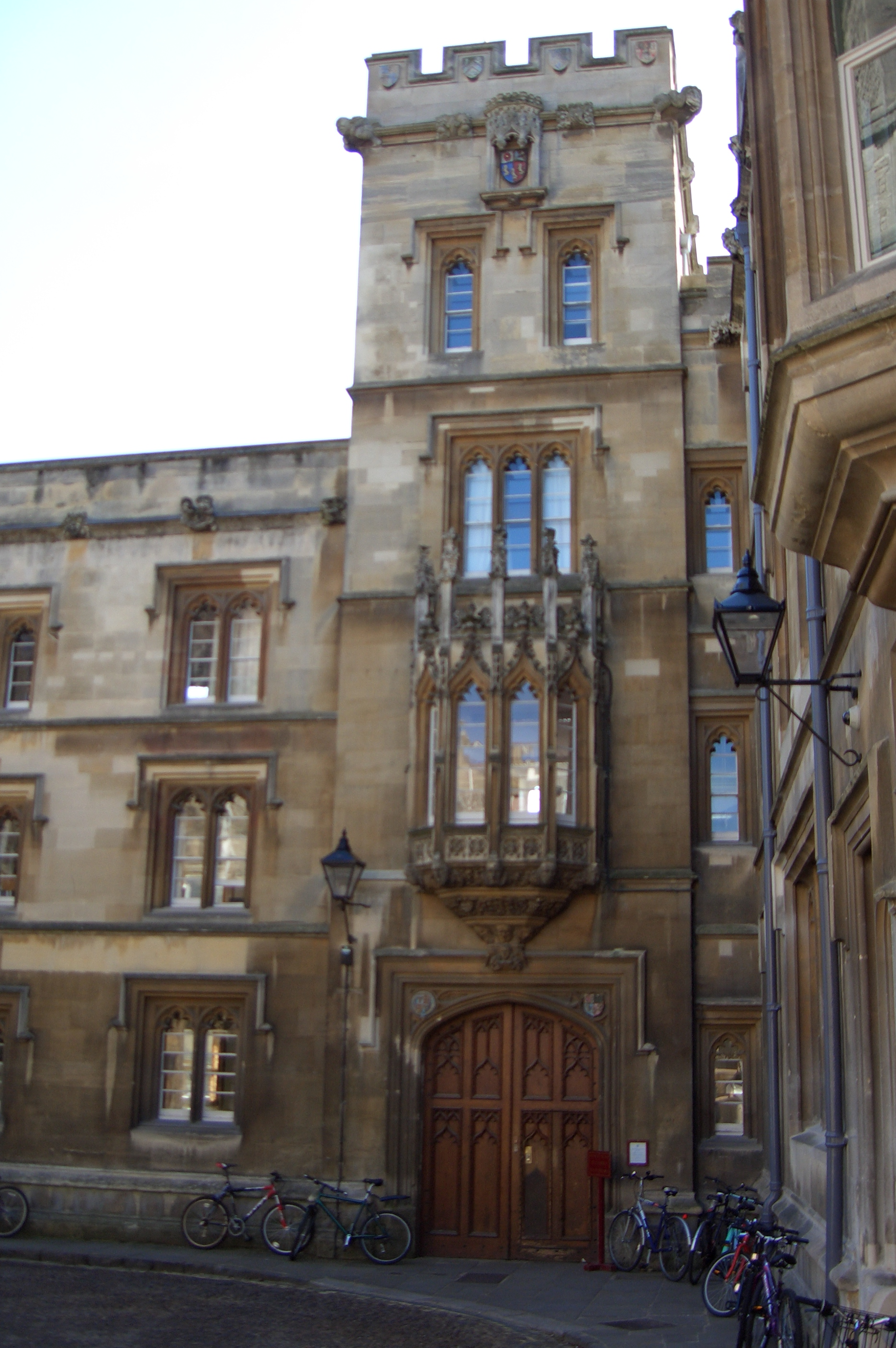
彭布罗克学院在彭布罗克广场的入口。塞缪尔·约翰逊曾住在上面的房间内

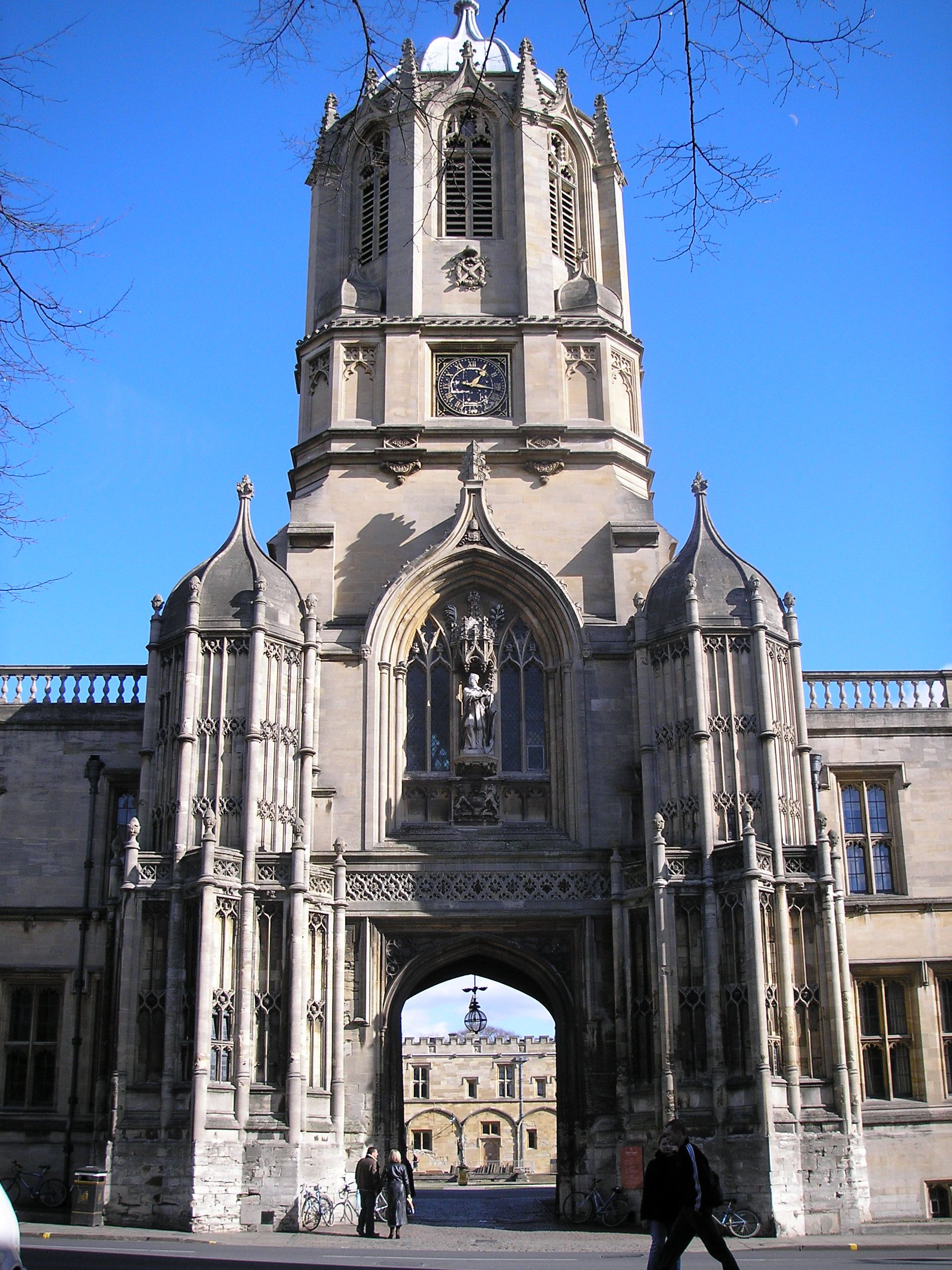
牛津大学基督堂学院的正门和汤姆塔

彭布罗克广场（英語：Pembroke Square）是英国牛津中心的一个广场，位于阿尔达特街以西。
彭布罗克广场得名于牛津大学彭布罗克学院，其正门位于广场西南角。牛津大学最大的学院，牛津大学基督堂学院的正门和汤姆塔在彭布罗克广场东侧
彭布罗克广场北部向西的“牛肉巷”（Beef Lane），现已圈入彭布罗克学院的围墙内，成为其“北方庭”（North Quad）。塞缪尔·约翰逊和J·R·R·托尔金都曾住在俯瞰广场的房间内。